# Акопян Рубен Абгарович

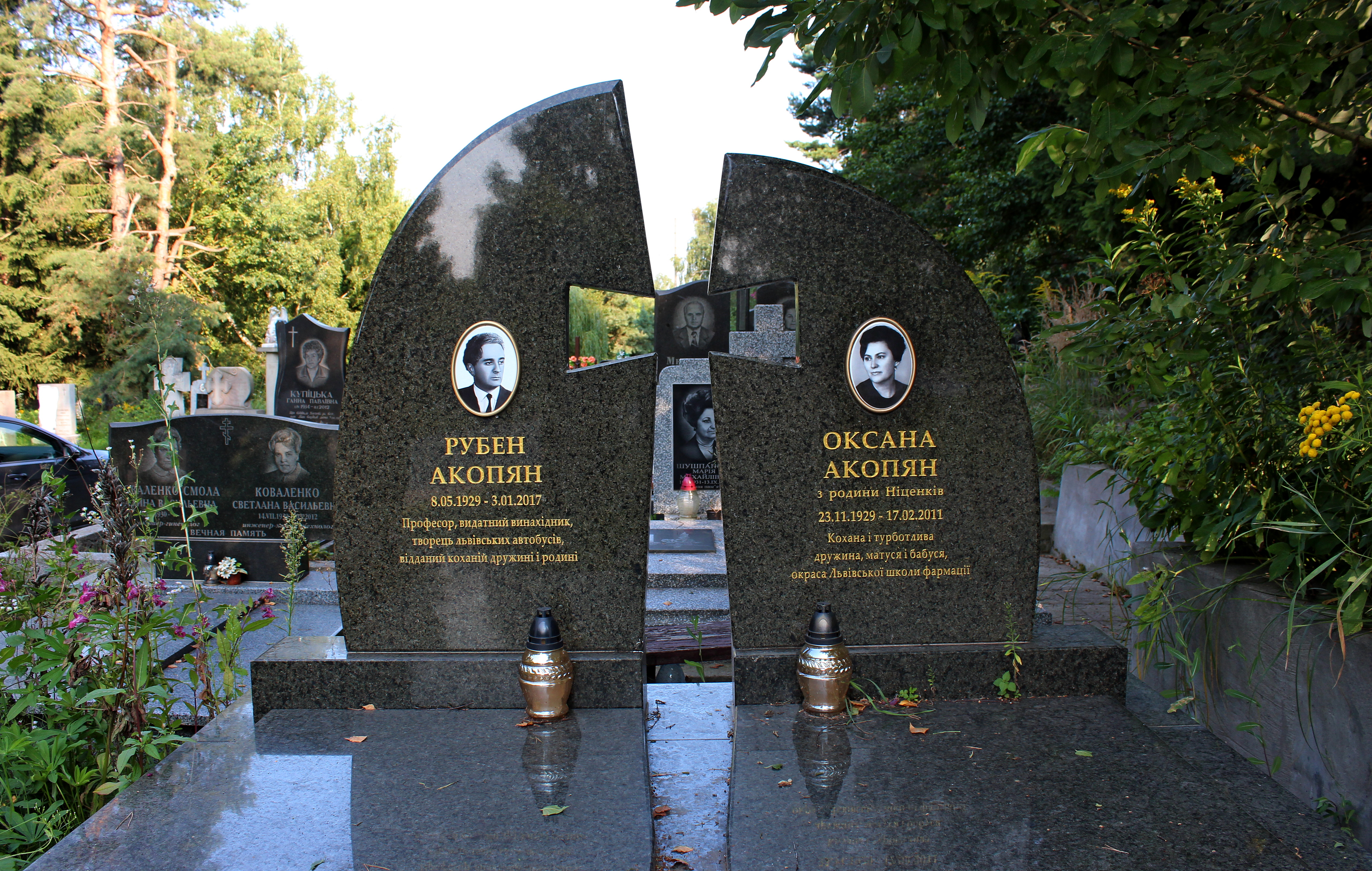

Рубен Абгарович Акопян (нар. 8 травня 1929, Тбілісі -  пом. 3 січня 2017 ) — український учений, вірменин за національністю. Доктор технічних наук (1971), професор, професор кафедри автомобілебудування Національного університету «Львівська політехніка». Заслужений раціоналізатор УРСР (1965), заслужений винахідник УРСР (1968).
Один із розробників пневматичної підвіски сидіння автобуса, яку застосовували в автобусах ЛАЗ.

## Життєпис
1948 року закінчив середню школу, 1953 року — механічний факультет Київського політехнічного інституту. З 1953 року працював на Львівському автомобільному заводі; упродовж 1958—1961 навчався в аспірантурі без відриву від виробництва.
Кандидат технічних наук з 1962. З 1964 — доцент кафедри «Автомобілі» Львівського політехнічного інституту, а з 1977 до 1992 — завідувач цієї кафедри. Доктор технічних наук з 1971, а з наступного року — професор кафедри «Автомобілі».
Похований на Голосківському кладовищі , поле  № 8 б.

## Науково-виробнича діяльність
Спеціалізується у підресорюванні транспортних засобів. Проходив стажування у Будапештському технічному університеті. Був членом спеціалізованої ради механіко-машинобудівного факультету із захисту дисертацій. Під його керівництвом розробляли тему «Дослідження впливу пневматичної підвіски на експлуатаційні якості автомобілів».
Автор 184 наукових праць, серед них — три монографії, 55 авторських свідоцтв на винаходи (частина відзначена нагородами, 14 впроваджені у виробництво). Керівник 16 дисертантів, які захистили кандидатські дисертації. Серед публікацій:
- Пневматические упругие элементы подвески современных автомобилей  (Москва, 1959)
- Исследование подвесок автобусов ЛАЗ (Москва, 1963)
- Гидравлические упругие элементы подвесок (Москва, 1963)
- Пневматические подресоривание автотранспортных средств, ч. II (Львів, 1980)

Впровадив у виробництво 5 винаходів, які сприяли тому, що ЛАЗівський автобус «Україна» отримав ґран-прі президента Франції на Міжнародному тижні автобусів у Ніцці (1967).
Нагороджений почесною грамотою Міністерства вищої і середньої спеціальної освіти СРСР. Станом на 1994 рік одинадцять студентів, які брали участь у науково-дослідній роботі під його керівництвом, нагороджені медалями та грамотами.
Заступник головного редактора науково-виробничого збірника «Проектування, виробництво та експлуатація автотранспортних засобів і поїздів».